# Ao Guang
Ao Guang ( Chinês 敖光; pinyin: Áo Guāng; ou Chinês simplificado 敖广; Chinês tradicional: 敖廣; pinyin: Áo Guǎng ) é o Rei Dragão do Mar do Leste no folclore chinês. Ele apareceu com destaque em diferentes trabalhos, incluindo Fengshen Yanyi e Journey to the West.

## Fengshen Yanyi
De acordo com Fengshen Yanyi, após a passagem de muitos anos, Ao Guang trouxe o caos ao mundo criando secas, tempestades e outros desastres. Devido ao imenso medo do povo do rei dragão e seus filhos, eles nunca ousaram buscar proteção contra ele do Imperador de Jade. Como resultado, Ao Guang desfrutou de inúmeras ofertas do povo ao longo de um intervalo de tempo de muitos anos. Um dia, Nezha se purificou em um riacho vizinho do Mar do Leste, fazendo com que o palácio de Ao Guang tremesse a um nível irritante. Depois que o investigador favorito de Ao Guang, Li Gen, e o terceiro filho, Ao Bing, foram mortos por Nezha, Ao Guang partiu para conversar com o pai de Nezha, Li Jing . Ao Guang exigiu que Li Jing se oferecesse como sacrifício para expiar as ações de Nezha, mas Li Jing recusou. Depois de uma longa discussão sobre o assunto, Ao Guang, agora extremamente irritado, subiu aos céus para expor a questão ao Imperador de Jade. No entanto, Nezha, tendo optado por se sacrificar no lugar de seu pai, apareceu no céu e começou a bater em Ao Guang com muita violência, até arrancando escamas de sua pele e fazendo-o sangrar. Ao Guang foi forçado a se transformar em uma pequena cobra e voltar com Nezha para a Passagem da Lagoa Velha para esquecer completamente o incidente.
Mais tarde, Ao Guang, junto com outros três reis dragões, veio para a Passagem da Lagoa Velha e levou Li Jing e sua esposa Senhora Yin. Nezha, desejando libertá-los, oferece aos dragões todos os seus órgãos internos em troca de seus pais. Ao Guang concordou pessoalmente com a resolução de Nezha com felicidade e trouxe seus órgãos internos para o Imperador de Jade. Após este ponto, o destino de Ao Guang é desconhecido.

## Jornada ao Oeste
Em Jornada ao Oeste, o rei macaco Sun Wukong obteve seu Ruyi Jingu Bang, uma arma de haste de ferro com anéis de ouro em expansão mágica, de Ao Guang. Esta arma era originalmente uma ferramenta para medir a profundidade da água do mar usada por Yu, o Grande, em seus esforços de controle e tratamento de enchentes; daí sua capacidade de variar sua forma e comprimento. Depois que Yu partiu, ele permaneceu no mar e se tornou o "Pilar segurando o mar", um tesouro imóvel do palácio submarino de Ao Guang.
Um dos Conselheiros Seniores de Wukong disse a ele para procurar o rei dragão para obter uma arma poderosa condizente com sua habilidade. No palácio do dragão, ele experimentou vários tipos de armas celestiais, muitas das quais dobraram ou quebraram completamente enquanto ele as empunhava. A esposa de Ao Guang então sugeriu o Ruyi Jingu Bang, afirmando que algum tempo antes a barra de ferro havia começado a emitir uma estranha luz celestial e que ela acreditava que o Rei Macaco estava destinado a obtê-la. Quando Wukong se aproximou do pilar, ele começou a brilhar, significando que o Rei Macaco era seu verdadeiro dono. Ele obedientemente ouviu seus comandos e encolheu para um tamanho manejável para que Wukong pudesse manejá-lo com eficiência. Isso espantou os dragões e deixou o mar em confusão, o Rei Macaco removeu a única coisa que controlava o fluxo e refluxo das marés do oceano. Além do cajado mágico, Wukong também forçou Ao Guang a lhe dar outros presentes mágicos; incluindo cota de malha dourada, um boné de penas de fênix e botas para andar nas nuvens.
Wukong solicita a ajuda de Ao Guang mais tarde na jornada para superar Garoto Vermelho, um demônio que capturou Tang Sanzang. Ao Guang fornece chuva torrencial na tentativa de parar o fogo de Garoto Vermelho, mas o fogo não pode ser interrompido por água comum. Ao Guang retorna ao Oceano Leste incapaz de ajudar Wukong a derrotar Garoto Vermelho. Em uma aventura posterior, Ao Guang novamente mostra deferência a Wukong e auxilia Wukong em um concurso de fazer chuva e criar um elixir.

## Cultura popular
No jogo MOBA SMITE, ele é apresentado sob o nome de Ao Kuang, Rei Dragão dos Mares do Leste como um mago corpo a corpo. 
No filme de animação Prince Nezha's Triumph Against Dragon King, Ao Guang é apresentado ao lado dos Reis Dragões dos oceanos do norte, sul e oeste em sua rivalidade com Nezha. Durante esta releitura da história, os outros três Reis Dragões são subjugados enquanto Ao Guang é empalado e petrificado na lança de Nezha.
No segundo pacote de expansão do videogame Age Of Mythology, Ao Guang é um dos três deuses menores que o jogador pode adorar na Era Mítica. Ele concede ao jogador as unidades Dragão Azul e Dragão Tartaruga, e o Poder do Deus do grande dilúvio.